# Ділянка дубових насаджень (пам'ятка природи)
Діля́нка дубо́вих наса́джень — ботанічна пам'ятка природи місцевого значення в Україні. Розташована в північній частині житлового району Таромське Новокодацького району міста Дніпро. 
Площа — 1,8 га. Статус присвоєно згідно з рішенням облвиконкому 26.05.1977 року № 346. Перебуває у віданні: Дніпропетровський держлісгосп (Ленінське лісництво, кв. 33, діл. 6).